# Quận Chemung, New York
Quận Chemung là một quận trong tiểu bang bang New York, Hoa Kỳ. Quận lỵ đóng ở Elmira6. Theo điều tra dân số năm 2000 của Cục điều tra dân số Hoa Kỳ, quận có dân số 91070 người.2

## Địa lý
Theo Cục điều tra dân số Hoa Kỳ, quận có diện tích 1064 km², trong đó có 8 km2 là diện tích mặt nước, chiếm 0,64%.